# Anatto
Anatto (in greco antico: Ἅναξ?, Anax) è un personaggio della mitologia greca, un gigante figlio di Urano e di Gea e padre di Asterio.

## Mitologia
Anatto era il re della Caria, chiamata in passato Anattoria. Non era interessato come i suoi fratelli a rovesciare il potere degli dei ma semplicemente gli interessava governare il proprio paese. 

Suo figlio Asterio gli successe al comando del suo regno, ma fu sconfitto e ucciso da Mileto.

### Pareri minori
Secondo altri autori era Asterio il padre di Anatto e non viceversa, questo perché anche Asterio era un gigante.